# Argentina aristata
Argentina aristata är en rosväxtart som först beskrevs av Soják, och fick sitt nu gällande namn av Soják. Argentina aristata ingår i släktet gåsörter, och familjen rosväxter. Inga underarter finns listade i Catalogue of Life.